# 도르도이 시장
도르도이 시장(Дордой Базары)은 키르기스스탄 비시케크에 있는 도소매 시장으로 방콕의 짜뚜짝 시장, 테헤란의 그랜드 바자르와 겨루는 아시아 최대 시장이다. 도르도이 시장은 중국산 제품이 카자흐스탄, 러시아, 우즈베키스탄에 있는 상점과 시장에 도착하게 하는 상품 집산지이다. 이와 같은 중간적인 경제 활동은 키르기스스탄 경제에서 큰 비중을 차지한다.

## 같이 보기
- 바자르
- 소매 (상업)
- 컨테이너 건축
- 수크